# Krumbachia hiemalis
Krumbachia hiemalis är en plattmaskart. Krumbachia hiemalis ingår i släktet Krumbachia och familjen Typhloplanidae. Inga underarter finns listade i Catalogue of Life.